# Войтекайтес, Анатолий Николаевич
Анатолий Николаевич Войтекайтес (1914—1979) — участник Великой Отечественной войны, командир 166-го гвардейского штурмового авиационного полка (10-я гвардейская штурмовая авиационная дивизия, 17-я воздушная армия, 3-й Украинский фронт), гвардии майор. Герой Советского Союза.

## Биография

Могила Войтекайтеса на Кунцевском кладбище Москвы.

Родился 16 июня (29 июня по новому стилю) 1914 года в Оренбурге в семье рабочего. Русский.
В 1930 году окончил школу ФЗУ.
В 1936 году по комсомольской путёвке был зачислен в Первую военную школу лётчиков имени А. Ф. Мясникова (Качинская военная авиационная школа лётчиков), которую окончил в 1938 году. С 1938 по 1941 годы работал лётчиком-инструктором в Мелитопольском военном училище. С началом Великой Отечественной войны — в действующей армии. Член ВКП(б)/КПСС с 1942 года.
В августе 1943 года гвардии майор Войтекайтес был назначен командиром гвардейского штурмового авиационного полка. Штурмовал вражеские позиции под Воронежем, Винницей, Белой Церковью, Львовом, Ивано-Франковском, Корсунь-Шевченковским. Приказом Верховного Главнокомандующего Сталина от 23 августа 1944 года № 170 было отмечено, что в боях за овладение городом Васлуй отличились летчики 166-го гвардейского штурмового авиаполка майора Войтекайтеса. Участвовал в Белградской наступательной операции, за что был награждён правительственными наградами Югославии.
Командир 166-го гвардейского штурмового авиационного полка Анатолий Войтекайтес к февралю 1945 года совершил 119 боевых вылетов на штурмовку опорных пунктов, переправ, скоплений войск противника. Всего за годы войны произвёл 127 боевых вылетов.
После окончания войны и до 1964 года — А. Н. Войтекайтес служил в ВВС СССР. В отставке — полковник.
Жил в Москве, умер 28 августа 1979 года.

## Память
- Похоронен на Кунцевском кладбище, его могила является объектом культурного наследия[2].

## Награды
- Звание Героя Советского Союза присвоено 29 июня 1945 года.
- Награждён орденом Ленина, четырьмя орденами Красного Знамени, орденом Отечественной войны 1 степени, Красной Звезды и медалями.
- Также награждён югославским орденом «Партизанская звезда» 1-й степени.